# Уэнгер, Эндрю
Джеймс Э́ндрю Уэ́нгер (англ. James Andrew Wenger; 25 декабря 1990, Ланкастер, Пенсильвания, США) — американский футболист, выступавший в основном на позиции правого вингера, а также на позициях левого вингера и центрфорварда.

## Биография

### Ранние годы и начало карьеры
Эндрю Уэнгер родился и рос в Ланкастере, штат Пенсильвания. Зарек Валентин — его друг детства.
Во время обучения в Университете Дьюка в 2009—2011 годах Уэнгер играл за университетскую футбольную команду в Национальной ассоциации студенческого спорта. В 2009 году во всех 21 матче выходил в стартовом составе, забил четыре гола и отдал три голевые передачи, больше всех в команде провёл времени на поле — 1896 минут, был признан игроком-первокурсником года Конференции атлантического побережья и был включён в первую символическую сборную Конференции атлантического побережья. В 2010 году во всех 20 матчах выходил в стартовом составе на позиции центрального защитника, больше всех в команде провёл времени на поле — 1866 минут, был признан игроком года оборонительного плана Конференции атлантического побережья, был включён в первые символические сборные Конференции атлантического побережья, южного региона и всеамериканскую, стал полуфиналистом Hermann Trophy — приза лучшему игроку студенческого футбола в США. В 2011 году переквалифицировался из центрального защитника в центрального нападающего, во всех 22 матчах выходил в стартовом составе, забил 17 голов и отдал восемь голевых передач, был признан игроком года атакующего плана Конференции атлантического побережья, второй год подряд был включён в первые символические сборные Конференции атлантического побережья, южного региона и всеамериканскую, удостоился Hermann Trophy.
В периоды летних межсезоний в колледжах выступал в Премьер-лиге развития USL — в 2010 году за клуб «Рединг Юнайтед» и в 2011 году за клуб «Каролина Динамо».
Закончил обучение в 2012 году, получив степень бакалавра истории, уже будучи профессиональным футболистом.

### Клубная карьера
В декабре 2011 года Уэнгер подписал контракт с MLS по программе Generation Adidas, и на Супердрафте, состоявшемся 12 января 2012 года, был выбран под первым номером клубом «Монреаль Импакт». Его профессиональный дебют состоялся 10 марта в матче первого тура сезона 2012 против «Ванкувер Уайткэпс», в котором он вышел на замену на 72-й минуте вместо Джастина Брауна. Первый гол в профессиональной карьере забил 7 апреля 2012 года в матче против «Торонто». В 2013 году помог «Монреаль Импакт» выиграть Первенство Канады.
4 апреля 2014 года Уэнгер был обменян в «Филадельфию Юнион» на Джека Макинерни. Отметил дебют за клуб из родного штата, матч против «Реал Солт-Лейк» 12 апреля, забитым голом. 18 июля 2015 года в матче против «Торонто» получил сотрясение мозга, из-за которого пропустил пять недель. В финале Открытого кубка США 2015 «Филадельфия Юнион» уступила «Спортингу Канзас-Сити» в серии послематчевых пенальти (6:7) после ничьи 1:1 в основное и дополнительное время, пробивавший один из ударов с одиннадцатиметровой точки Уэнгер не смог реализовать свою попытку.
7 декабря 2015 года «Филадельфия Юнион» обменяла Эндрю Уэнгера и Кристиана Майдану в «Хьюстон Динамо» на общие и целевые распределительные средства и наивысший пик первого раунда Супердрафта MLS 2016. Уэнгер забил гол в дебютной игре за «Динамо», в матче дня открытия сезона 2016, 6 марта, против «Нью-Инглэнд Революшн». 12 марта, забив два гола и отдав две голевые передачи, помог «Хьюстону» разгромить «Даллас» со счётом 5:0 в так называемом «Техасском дерби», за что был назван лучшим игроком второй недели сезона. Закончил сезон 2016 лучшим бомбардиром клуба с шестью голами. В сезоне 2017 получал меньше игрового времени, забил два гола. В сезоне 2018 играл на позициях нападающего и защитника — левого и правого. Пропустив четыре игры из-за травмы, вернулся на поле 22 июля в матче фарм-клуба «Рио-Гранде Валли Торос» против «Своуп Парк Рейнджерс». Помог «Хьюстон Динамо» выиграть Открытый кубок США 2018. По окончании сезона 2018 контракт Уэнгера с «Хьюстон Динамо» истёк.
30 ноября 2018 года Эндрю Уэнгер объявил о завершении футбольной карьеры.

### Международная карьера
Уэнгер был в составе сборной США до 20 лет на международном турнире «Кампуш Вердеш» в Португалии, проходившем в апреле 2008 года: вышел на поле только в одном из трёх матчей американцев — с Северной Ирландией 16 апреля 2008 года. 29 июня 2009 года сыграл в товарищеском матче со сборной Египта до 20 лет.
Уэнгер вызывался в сборную США до 23 лет: участвовал в тренировочных лагерях в декабре 2011 года и январе 2012 года, сыграл в, последовавшем за январским сбором, матче с резервистами коста-риканского клуба «Саприсса», состоявшемся 21 января 2012 года.

## Достижения
Командные
 «Монреаль Импакт»
- Победитель Первенства Канады: 2013

 «Хьюстон Динамо»
- Обладатель Открытого кубка США: 2018

## Статистика выступлений
| Выступление            | Выступление      | Выступление      | Лига | Лига | Плей-офф | Плей-офф | Кубок | Кубок | ЛЧ КОНКАКАФ | ЛЧ КОНКАКАФ | Итого | Итого |
| Клуб                   | Лига             | Сезон            | Игры | Голы | Игры     | Голы     | Игры  | Голы  | Игры        | Голы        | Игры  | Голы  |
| ---------------------- | ---------------- | ---------------- | ---- | ---- | -------- | -------- | ----- | ----- | ----------- | ----------- | ----- | ----- |
| Монреаль Импакт        | MLS              | 2012             | 23   | 4    | —        | —        | 0     | 0     | —           | —           | 23    | 4     |
| Монреаль Импакт        | MLS              | 2013             | 24   | 1    | 1        | 0        | 4     | 1     | 3           | 1           | 32    | 3     |
| Монреаль Импакт        | MLS              | 2014             | 4    | 1    | —        | —        | —     | —     | —           | —           | 4     | 1     |
| Монреаль Импакт        | Итого            | Итого            | 51   | 6    | 1        | 0        | 4     | 1     | 3           | 1           | 59    | 8     |
| Филадельфия Юнион      | MLS              | 2014             | 28   | 6    | —        | —        | 5     | 2     | —           | —           | 33    | 8     |
| Филадельфия Юнион      | MLS              | 2015             | 26   | 1    | —        | —        | 3     | 0     | —           | —           | 29    | 1     |
| Филадельфия Юнион      | Итого            | Итого            | 54   | 7    | —        | —        | 8     | 2     | —           | —           | 62    | 9     |
| Хьюстон Динамо         | MLS              | 2016             | 32   | 6    | —        | —        | 2     | 0     | —           | —           | 34    | 6     |
| Хьюстон Динамо         | MLS              | 2017             | 22   | 2    | 0        | 0        | 2     | 1     | —           | —           | 24    | 3     |
| Хьюстон Динамо         | MLS              | 2018             | 22   | 2    | —        | —        | 2     | 1     | —           | —           | 24    | 3     |
| Хьюстон Динамо         | Итого            | Итого            | 76   | 10   | 0        | 0        | 6     | 2     | —           | —           | 82    | 12    |
| Рио-Гранде Валли Торос | USL              | 2018             | 1    | 0    | —        | —        | —     | —     | —           | —           | 1     | 0     |
| Рио-Гранде Валли Торос | Итого            | Итого            | 1    | 0    | —        | —        | —     | —     | —           | —           | 1     | 0     |
| Всего за карьеру       | Всего за карьеру | Всего за карьеру | 182  | 23   | 1        | 0        | 18    | 5     | 3           | 1           | 204   | 29    |

Источники: Soccerway, Transfermarkt, MLSsoccer.com